# Liste der Naturdenkmäler in Burbach (Siegerland)
Die Liste der Naturdenkmäler in Burbach (Siegerland) nennt die Naturdenkmäler in Burbach im Kreis Siegen-Wittgenstein in Nordrhein-Westfalen.

## Naturdenkmäler
| ND 1  | Eiche         | Nördlich von Burbach                  | Einzelbaum                      | Eiche nördlich von Burbach                            |  |  |
| ND 2  | Eiche         | Südwestlich Würgendorf, am Hof Eichen | Einzelbaum                      | Eiche südwestlich Würgendorf, Naturdenkmal            |  |  |
| ND 3  | Zwei Eichen   | Südwestlich Wahlbach                  | Baumgruppe                      | 2 Eichen südwestlich Wahlbach, Naturdenkmal           |  |  |
| ND 4  | Linde         | Nordöstlich Holzhausen                | Einzelbaum                      | Linde nordöstlich von Holzhausen, Naturdenkmal        |  |  |
| ND 5  | Eiche         | Südöstlich Holzhausen                 | Einzelbaum                      | Eiche südöstlich von Holzhausen, Naturdenkmal         |  |  |
| ND 6  | Zwei Buchen   | Westlich Niederdresselndorf           | Baumgruppe                      | Zwei Buchen westlich Niederdresselndorf, Naturdenkmal |  |  |
| ND 7  | Eiche         | Östlich Oberdresselndorf              | Einzelbaum                      | Eiche östlich von Oberdresselndorf, Naturdenkmal      |  |  |
| ND 8  | Doppelbaum    | Westlich Oberdresselndorf             | Verwachsung aus Eiche und Buche | Doppelbaum westlich Oberdresselndorf, Naturdenkmal    |  |  |
| ND 9  | Sieben Eichen | Südöstlich Holzhausen                 | Baumgruppe                      | Sieben Eichen südöstlich Holzhausen, Naturdenkmal     |  |  |
| ND 10 | Sieben Erlen  | Südlich Lützeln                       | Baumgruppe                      | Sieben Erlen südlich von Lützeln, Naturdenkmal        |  |  |
| ND 11 | Buche         | Südwestlich Würgendorf                | Einzelbaum                      |                                                       |  |  |
| ND 4  | 1 Linde       | Holzhausen; Hickengrundstr. 39        | Einzelbaum                      | Linde in Holzhausen, Hickengrundstr. 39, Naturdenkmal |  |  |
| 5     | 1 Linde       | Holzhausen; Hickengrundstr. 29        | Einzelbaum                      |                                                       |  |  |
| 6     | 1 Walnuss     | Wahlbach; Heisterner Weg 54           | Einzelbaum                      | Walnuss in Wahlbach, Naturdenkmal                     |  |  |
| 7     | 1 Linde       | Wahlbach; Austr. 21                   | Einzelbaum                      | Linde in Wahlbach, Naturdenkmal                       |  |  |